# Застава Туркменистана
Застава Туркменистана је усвојена 24. јануара, 2001. Често је описују као заставу са највише детаља на свету.
Састоји се од зеленог поља са вертикалном црвеном траком близу јарбола, а на црвеној траци се налази пет шара са тепиха. Испод ових шара се налазе две прекрштене маслинове гранчице, слично као на застави Уједињених нација. Бели полумесец и пет белих звезда се налазе у горњем левом углу, десно од црвене траке.
Након стицања независности од Совјетског Савеза 1992, Туркменистан је усвојио заставу по дизајну веома сличну овој данашњој. Међутим дизајн на левој страни је био другачији. 1997, дизајн је промењен, да би своју данашњу верзију добио 2001.
- Teke
- Yomut
- Saryk
- Chowdur
- Ersary

## Историја
- Застава (1953—1992)
- Застава (1992—1997)
- Застава (1997—2001)